# Hajredin Kuçi

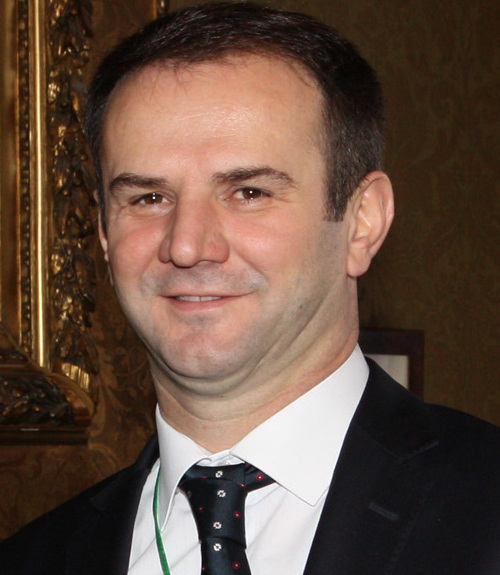
Hajredin Kuçi, 2013

Hajredin Kuçi (* 2. Januar 1971 in Peć, SFR Jugoslawien) ist ein kosovarischer Jurist und Politiker. Er war von 2008 bis 2017 als Stellvertretender Premierminister Mitglied der Regierung und hatte zudem zwischen 2011 und 2016 das Amt des Justizministers der Republik Kosovo inne.
Kuçi ist eines der Gründungsmitglieder der Partia Demokratike e Kosovës (PDK) und ist derzeit stellvertretender Vorsitzender der Partei.

## Akademische Laufbahn
Kuçi studierte an der Universität Pristina und erlangte 1993 dort einen Master in Zivilwirtschaftsrecht. Er war Teil der albanischen Studentenbewegung, die sich für ein von Jugoslawien unabhängiges Kosovo einsetzte. Zu der Zeit engagierte sich Kuçi in einer unabhängigen Studentenvereinigung; zudem war er zwischen 1992 und 1994 Chefredakteur der Studentenzeitung „Bota e Re“ (alb. für Neue Welt).
An der Bilkent-Universität in Ankara erhielt er mit seiner Abschlussarbeit den Master in Internationale Beziehungen, später promovierte er in Pristina. An der Universität Graz bekam Kuçi den Internationalen Doktortitel in Rechtswissenschaften. Außerdem schloss er Fachstudien in Washington, D.C., Graz, Genf, Berlin und Zagreb ab.
Nach Ende des Kosovokrieges setzte er seine Arbeit an der Universität Pristina weiter, war dort 1997 bis 2004 Direktor des Büros für Internationale Beziehungen und danach bis 2005 Prorektor für Internationale Zusammenarbeit. Gleichermaßen ist Kuçi als Professor an der Fakultät für Rechtswissenschaften und der Fakultät für Politikwissenschaft und öffentliche Verwaltung an der Universität Pristina sowie an der Fakultät für Rechtswissenschaften an der SEE Universität in Mazedonien tätig.
Hajredin Kuçi hat inner- und außerhalb des Kosovo zehn wissenschaftliche Arbeiten veröffentlicht und fördert aktiv die akademische Entwicklung im Kosovo – beispielsweise rief er 2001 ein „Sommerprogramm“ an der Universität Pristina ins Leben, das er vier Jahre lang betreut hat.

## Politische Laufbahn

### Abgeordneter
In den Jahren 1999 und 2000 fungierte Kuçi für den kosovarischen Premierminister als außenpolitischer Berater. Zwischen 2001 und 2008 war er Mitglied im Parlament der Republik Kosovo und dort unter anderem in den Ausschüssen für Parlamentarische Abläufe; Bildung, Wissenschaft und Technik sowie im Verfassungsausschuss, dessen Vorsitzender er bis zum Inkrafttreten der neuen kosovarischen Verfassung im Juni 2008 war.

### Regierung
Im Januar 2008 ist Hajredin Kuçi ins Regierungskabinett von Hashim Thaçi als Stellvertretender Premierminister einberufen worden. Im Februar 2011 wurde ihm das Ressort für Justiz zugeteilt. Im Juli 2016 wurde Kuçi  durch Dhurata Hoxha als neue Justizministerin abgelöst, gleichwohl behielt Regierungschef Isa Mustafa ihn weiterhin als Stellvertreter im Kabinett.
Bei den Parlamentswahlen 2017 erreichte Kuçi nicht die notwendige Stimmenanzahl für ein Direktmandat seines Heimatwahlkreises der Gemeinde Peja. Seit der neuen Legislaturperiode ist er somit weder Parlaments- noch Regierungsmitglied.

## Privates
Hajredin Kuçi ist mit Fatmire Kuçi verheiratet und lebt gemeinsam mit ihr und den vier gemeinsamen Kindern Argona, Jonida, Etna und Joni in Pristina.
Neben der albanischen Sprache beherrscht Kuçi ebenfalls die englische und die serbische Sprache in Wort und Schrift.